# قائمة الغواصات الألمانية في الحرب العالمية الثانية (600-4712)
تم بناء الغواصات العسكرية الألمانية المعروفة باسم U-boats التي كانت تعمل أثناء الحرب العالمية الثانية بين عامي 1935 و 1945 ، وتم ترقيمها بالتسلسل من يو-1 إلى أعلى. أغرق أساطيل غواصات يو أطنان كبيرة من الشحن للحلفاء، سواء السفن الحربية أو السفن التجارية. في نهاية المطاف، فقدت معظم غواصات يو في القتال أو تعرضوا للإغراق.